# Out in L.A.
„Out in L.A.“ е сборен албум на американската фънк рок група Ред Хот Чили Пепърс, издадена през 1994 от EMI.
Албумът съдържа материал от записите на първата демо касета на групата с Хилел Словак и Джак Айрънс, също рифове и шеги в студиото. Включени са и ремикси на популярните сингли на групата от периода им с EMI.